# Krautheim (Bade-Wurtemberg)
Pour les articles homonymes, voir Krautheim.
Krautheim est une ville de Bade-Wurtemberg (Allemagne), située dans l'arrondissement de Hohenlohe, dans la région de Heilbronn-Franconie, dans le district de Stuttgart. Le village de Neunstetten en dépend.

## Personnalités liées à la ville
- Franz Konrad Macké (1756-1844), homme politique né à Krautheim.
- Feodor Dietz (1813-1870), peintre né à Neunstetten.